# Georges Moussiaux
Georges Moussiaux (* 14. November 1884 in Huy (Belgien); † 3. Mai 1945 im Schloss Wilhelmsthal (Gerstungen)) war ein belgischer römisch-katholischer Geistlicher und Märtyrer.

## Leben
Georges Victor Joseph Moussiaux entstammte einer Industriellenfamilie. Er besuchte Schulen in Huy und Sint-Truiden und das Priesterseminar in Lüttich. 1909 wurde er zum Priester geweiht. Die Stationen seines Wirkens waren: Stavelot, Seraing, Glons (Bassenge), St-Nicolas, dann Pfarrer in Ombret (Amay), Statte (Huy) und schließlich in Limont, Ortsteil von Donceel, das Stadtteil von Remicourt (Belgien) ist.
Am 8. Juli 1942 wurde er wegen Widerstandshandlungen verhaftet und kam über das Gefängnis Saint-Léonard in Lüttich am 19. September nach Bochum und im März 1943 in das KZ Esterwegen und vorübergehend in das KZ Börgermoor. Im Sommer 1944 wurde er in das Gefängnis Schloss Untermaßfeld verlegt. Dort wurde er im April von den Amerikanern befreit, war aber bereits so krank, dass er auf dem Heimweg im Lazarett Schloss Wilhelmsthal südlich Eisenach am 3. Mai 1945 im Alter von 60 Jahren starb.
Seine sterblichen Überreste wurden am 21. Januar 1950 nach Limont überführt. Am 22. Januar 1950 fand in Limont ein Gedenkgottesdienst statt.

## Gedenken
In der Kathedrale von Lüttich ist ihm eine Gedenktafel gewidmet.

## Werke (postum)
- La Vie de la Sainte Vierge. Couvent des pères dominicains, ohne Ort 1947.